# Australische Cricket-Nationalmannschaft in den West Indies in der Saison 1990/91
Die Tour der australischen Cricket-Nationalmannschaft auf die West Indies in der Saison 1990/91 fand vom 1. März bis zum 1. Mai 1991 statt. Die internationale Cricket-Tour war Bestandteil der Internationalen Cricket-Saison 1990/91 und umfasste fünf Tests und fünf ODIs. Die West Indies gewannen die Test-Serie 2–1, während Australien die ODI-Serie 4–1 gewann.

## Vorgeschichte
Die West Indies bestritten zuvor eine Tour in Pakistan, Australien eine Tour gegen England.
Das letzte Aufeinandertreffen der beiden Mannschaften bei einer Tour fand in der Saison 1988/89 in Australien statt.

## Stadien
Die folgenden Stadien wurden für die Tour als Austragungsort vorgesehen.
| Stadt         | Land                | Stadion                   | Kapazität | Spiele               |
| ------------- | ------------------- | ------------------------- | --------- | -------------------- |
| Bridgetown    | Barbados            | Kensington Oval           | 11.000    | 4. Test; 4. ODI      |
| Georgetown    | Guyana              | Bourda Cricket Ground     | 25.000    | 2. Test; 5. ODI      |
| Kingston      | Jamaika             | Sabina Park               | 20.000    | 1. Test; 1. ODI      |
| Port of Spain | Trinidad und Tobago | Queen’s Park Oval         | 25.000    | 3. Test; 2. & 3. ODI |
| St. John’s    | Antigua und Barbuda | Antigua Recreation Ground | 12.000    | 5. Test              |

## Kaderlisten
Die folgenden Kader wurden von den Mannschaften benannt.
| Test | Test | ODI | ODI |
| West Indies | Australien | West Indies | Australien |
| --- | --- | --- | --- |
| - Curtly Ambrose - Jeff Dujon - Tony Gray - Gordon Greenidge - Desmond Haynes - Carl Hooper - Gus Logie - Malcolm Marshall - Ezra Moseley - Patrick Patterson - Viv Richards - Richie Richardson - Phil Simmons - Courtney Walsh | - Terry Alderman - David Boon - Allan Border - Ian Healy - Merv Hughes - Dean Jones - Geoff Marsh - Greg Matthews - Craig McDermott - Bruce Reid - Mark Taylor - Mark Taylor - Mark Waugh - Steve Waugh - Mike Whitney | - Curtly Ambrose - Jeff Dujon - Tony Gray - Gordon Greenidge - Desmond Haynes - Carl Hooper - Gus Logie - Malcolm Marshall - Ezra Moseley - Patrick Patterson - Viv Richards - Richie Richardson - Phil Simmons - Courtney Walsh | - David Boon - Allan Border - Ian Healy - Merv Hughes - Dean Jones - Geoff Marsh - Craig McDermott - Bruce Reid - Mark Taylor - Mark Taylor - Mark Waugh - Steve Waugh - Mike Whitney |

## One-Day Internationals

### Erstes ODI in Kingston
| 26. Februar Scorecard | Kingston | Australien 244-4 (50)          | – | West Indies 209 (50) |
|                       |          | Australien gewinnt mit 35 Runs |   |                      |

### Zweites ODI in Port of Spain
| 9. März Scorecard | Port of Spain | Australien 172-9 (34/34)       | – | West Indies 127 (31.3/34) |
|                   |               | Australien gewinnt mit 45 Runs |   |                           |

### Drittes ODI in Port of Spain
| 10. März Scorecard | Port of Spain | Australien 245-7 (49/49)          | – | West Indies 181-3 (33.3/36) |
|                    |               | West Indies gewinnt mit 7 Wickets |   |                             |

### Viertes ODI in Bridgetown
| 13. März Scorecard | Bridgetown | Australien 283-6 (50)          | – | West Indies 246 (47) |
|                    |            | Australien gewinnt mit 37 Runs |   |                      |

### Fünftes ODI in Georgetown
| 20. März Scorecard | Georgetown | West Indies 251 (49.5)           | – | Australien 252-4 (48.3) |
|                    |            | Australien gewinnt mit 6 Wickets |   |                         |

## Tests

### Erster Test in Kingston
| 1. – 6. März Scorecard | Kingston | West Indies 264 (82.3) & 334-3 (111) | – | Australien 371 (120) |
|                        |          | Remis                                |   |                      |

### Zweiter Test in Georgetown
| 23. – 28. März Scorecard | Georgetown | Australien 348 (116.4) & 248 (98)  | – | West Indies 569 (153.5) & 31-0 (7.5) |
|                          |            | West Indies gewinnt mit 10 Wickets |   |                                      |

### Dritter Test in Port of Spain
| 5. – 10. April Scorecard | Port of Spain | Australien 294 (128.1) & 123-3d (53) | – | West Indies 227 (84.2) |
|                          |               | Remis                                |   |                        |

### Vierter Test in Bridgetown
| 19. – 24. April Scorecard | Bridgetown | West Indies 149 (61.1) & 536-9d (162.3) | – | Australien 134 (50.1) & 208 (87.2) |
|                           |            | West Indies gewinnt mit 343 Runs        |   |                                    |

### Fünfter Test in St. John’s
| 27. April – 1. Mai Scorecard | St. John’s | Australien 403 (108) & 265 (91.1) | – | West Indies 214 (55) & 297 (81.4) |
|                              |            | Australien gewinnt mit 157 Runs   |   |                                   |